# Kristina Ovchinnikova
Kristina Ovchinnikova (en russe : Кристина Овчинникова), née le 21 mars 2001, est une athlète kazakhe, spécialiste du saut en hauteur.

## Biographie
Elle participe au saut en hauteur féminin aux Jeux olympiques d'été de 2020. Le 5 août 2021, elle participe au tour qualificatif mais ne passe que 1 m 86, ce qui ne lui permet pas d'accéder à la finale.

## Palmarès
| Date | Compétition         | Lieu    | Résultat | Marque |
| ---- | ------------------- | ------- | -------- | ------ |
| 2023 | Championnats d'Asie | Bangkok | 1re      | 1,86 m |